# (32876) 1993 FW60
1993 FW60 (asteroide 32876) é um asteroide da cintura principal. Possui uma excentricidade de 0.22294590 e uma inclinação de 12.15543º.
Este asteroide foi descoberto no dia 19 de março de 1993 por UESAC em La Silla.